# الجيش الهندي خلال الحرب العالمية الأولى
ساهم الجيش الهندي خلال الحرب العالمية الأولى بعدد كبير من الفرق والألوية المستقلة في مسارح الحرب الأوروبية والمتوسطية والشرق أوسطية. خدم أكثر من مليون جندي هندي في الخارج، مات منهم 62,000 جندي وجُرح 67,000 آخرون. بشكل إجمالي، لقي ما لا يقل عن 74,187 من الجنود الهنود حتفهم خلال الحرب العالمية الأولى.
قاتل الجيش الهندي ضد الإمبراطورية الألمانية في شرق إفريقيا الألماني وعلى الجبهة الغربية في الحرب العالمية الأولى، وفي معركة يبريس الأولى، أصبح خُدِداد خان أول هندي يحصل على صليب فيكتوريا. أرسلت فرق هندية أيضًا إلى مصر، وجاليبولي، علاوة على خدمة نحو 700,000 فرد في بلاد الرافدين أيضًا ضد الإمبراطورية العثمانية. في حين أُرسِلت بعض الفرق إلى الخارج، كان على آخرين أن يظلوا في الهند لحراسة الحدود الشمالية الغربية ومن أجل مهمات الأمن الداخلي والواجبات التدريبية.
أكد المشير الميداني السير كلود أوشينليك، الذي كان القائد الأعلى للجيش الهندي منذ عام 1942، أن البريطانيين «ما كانوا ليخرجوا منتصرين من الحربين [الحرب العالمية الأولى والثانية] لو لم يكن لديهم الجيش الهندي».

## إصلاحات كتشنر
عُيّن هربرت كيتشنر في منصب القائد الأعلى للهند في عام 1902، وبعد خمس سنوات، مُددت فترة ولايته لسنتين إضافيتين أصلح خلالهما الجيش الهندي. توجهت الإصلاحات نحو اندماج جيوش الرئاسات الثلاثة لتكوين قوة موحدة، وجيش هندي واحد فقط. في الوقت نفسه، أُتيحت أفواج الولايات الأميرية للاستدعاء لتصبح قوات الخدمة الإمبراطورية. واصل الجيش البريطاني أيضًا توفير وحدات للخدمة في الهند، بالإضافة إلى وحدات الجيش الهندي. تأسس مصطلح جيش الهند للإشارة إلى الهيكل العام للقيادة، والذي تضمن وحدات الجيش البريطاني والهندي كليهما. كان التشكيل الجديد لجيش الهند عبارة عن تسعة فرق، كل فرقة لديها سلاح فرسان وثلاثة ألوية مشاة، وتخدم هذه الفرق التسعة في الهند جنبًا إلى جنب مع ثلاثة ألوية مشاة مستقلة. كان الجيش الهندي مسؤولًا أيضًا عن توفير فرقة في بورما ولواءٍ في عدن.
من أجل المساعدة على قيادة الفرق الجديدة والسيطرة عليها، تشكّل جيشان: الجيش الشمالي والجيش الجنوبي. كان للجيش الشمالي خمسة فرق وثلاثة ألوية، وكان مسؤولًا عن الحدود الشمالية الغربية إلى البنغال، بينما كان الجيش الجنوبي يضم أربعة فرق في الهند وتشكيلين خارج شبه القارة الهندية، وكان مسؤولًا عن بلوشستان إلى جنوب الهند. تُرَقَّم أفواج وكتائب المنظمة الجديدة في تسلسل واحد، وتُلغى الألقاب القديمة لجيوش بومباي ومدراس والبنغال. من الممكن استدعاء الأفواج والكتائب الجديدة إلى الخدمة في أي مكان في البلاد بدلًا من البقاء في قاعدتهم، ومدة الخدمة على الحدود الشمالية الغربية من القيود الثابتة. أحد التغييرات التي لم تُقبل كان تشكيل ألوية بريطانية بالكامل أو هندية بالكامل، وظل نظام وجود فوج أو كتيبة بريطانية واحدة في كل لواء قائمًا.

## التنظيم
في عام 1914، كان الجيش الهندي واحدًا من أكبر جيوش المتطوعين في العالم، وكانت لديه قوة إجمالية قدرها 240,000 رجل، في حين كان لدى الجيش البريطاني قوة قدرها 247,432 متطوعًا منتظمًا عند اندلاع الحرب. بحلول شهر نوفمبر من عام 1918، حوى الجيش الهندي على 548,311 رجلًا، وذلك باعتباره الاحتياطي الاستراتيجي الإمبراطوري. كانوا يُستدعون بانتظام للتعامل مع التوغلات والغارات على الحدود الشمالية الغربية، وأيضًا لتوفير قوات حامية للإمبراطورية البريطانية في مصر وسنغافورة والصين.
قُسمت هذه القوة الميدانية إلى جيشين: الجيش الشمالي، الذي امتد من الحدود الشمالية الغربية إلى البنغال مع خمس فرق وثلاثة ألوية، والجيش الجنوبي الذي امتد من بلوشستان إلى جنوب الهند مع أربعة فرق وتشكيلين خارج شبه القارة الهندية. احتوى الجيشان على 39 فوجًا من سلاح الفرسان، و 138 كتيبة مشاة (بما في ذلك 20 من الجوركا)، ووحدة مشتركة من المشاة والفرسان، وفيلق المرشدين، وثلاثة أفواج من المهندسين العسكريين، و12 من بطاريات المدفعية الجبلية.
تكونت كل فرقة من التسع فرق الناجمة عن إصلاحات كتشنر من سلاح فرسان وثلاثة ألوية مشاة. كان للواء الفرسان فوج واحد من القوات البريطانية واثنان من القوات الهندية، بينما تكونت ألوية المشاة من كتيبة بريطانية واحدة وثلاث كتائب هندية. كانت كتائب الجيش الهندي أصغر من الكتائب البريطانية، إذ كانت تتألف من 30 ضابطًا و723 من الرتب الأخرى، بينما تألفت الكتيبة البريطانية من 29 ضابطًا و977 من الرتب الأخرى. غالبًا ما كانت الكتائب الهندية منعزلة عن بعضها البعض، مع وجود سرايا من قبائل أو طوائف أو ديانات مختلفة. تضمنت القوات الإضافية الملحقة بمقر كل فرقة فوجًا من سلاح الفرسان وكتيبة مهندسين عسكريين ومدفعية مقدمة من المدفعية الميدانية الملكية البريطانية. كان لكل فرقة قوة قدرها نحو 13,000 رجل، وهو ما كان أضعف إلى حد ما من قوة الفرقة البريطانية، ويرجع ذلك جزئيًا إلى كون كتائب المشاة أصغر وكذلك قوات المدفعية. ضعف الجيش الهندي عندما تعين 500 ضابط بريطاني في إجازة زيارة الوطن، وهو ما يكفي لقيادة 38 كتيبة هندية، في الأقسام البريطانية الجديدة التي تشكلت لجيش كتشنر.
بالإضافة إلى الجيش الهندي النظامي، كان يمكن أيضًا استدعاء جيوش الولايات الأميرية وأفواج القوات المساعدة (المتطوعين الأوروبيين) للمساعدة في حالات الطوارئ. شكلت الولايات الأميرية ألوية الخدمة الإمبراطورية، وفي عام 1914، كان لديها 22,613 رجلًا في 20 فوجًا من سلاح الفرسان و14 كتيبة مشاة. بحلول نهاية الحرب، كان 26,000 رجل قد خدموا بالخارج في خدمة إمبراطورية. كان بإمكان القوات المساعدة أن تحشد 40,000 رجل آخر في 11 من أفواج الخيول و42 كتيبة مشاة متطوعة. كانت هنالك أيضًا ميليشيا الحدود والشرطة العسكرية، وكان بإمكانهما ضم 34,000 رجل.
كان مقر القوة الميدانية في دلهي، وكان الضابط الأعلى (القائد الأعلى بالهند) مُساعَدًا من قبل رئيس هيئة الأركان العامة في الهند. تناوبت جميع مناصب القيادة والأركان العليا في الجيش الهندي بين كبار ضباط الجيشين البريطاني والهندي. في عام 1914، كان القائد الأعلى هو الفريق الأول السير بيشام داف من الجيش الهندي، ورئيس هيئة الأركان العامة هو الفريق الأول السير بيرسي ليك من الجيش البريطاني. ضمت كل كتيبة هندية 13 ضابطًا من الجيش البريطاني في الهند و17 ضابطًا من الجيش الهندي -ضباط بريطانيون مغتربون يخدمون تحت إدارة هندية استعمارية. مع اشتداد الحرب وتصاعد أعداد الإصابات في صفوف الضباط، أصبحت مهمة استبدال المصابين بضباط من أصل بريطاني بالغة الصعوبة، وعليه تضائل تخصيص الضابط للكتائب في كثير من الحالات. في عام 1919 سُمِح باختيار أول تلميذ عسكري من أصل هندي لتدريب الضباط في الكلية العسكرية الملكية.
كان التجنيد السنوي المعتاد للجيش الهندي 15,000 رجل. خلال الحرب تطوع أكثر من 800,000 رجل للجيش، وتطوع أكثر من 400,000 لأدوار غير قتالية. في المجمل، تطوع نحو 1.3 مليون رجل للخدمة بحلول عام 1918. خدم أكثر من مليون جندي هندي في الخارج خلال الحرب، ولقي 74,187 على الأقل من الجنود الهنود حتفهم في الحرب العالمية الأولى.
استخدمت بريطانيا جنودًا من الأطفال الهنود في الحرب، وبعضهم لم يتجاوز عمره 10 سنوات.

## معرض صور

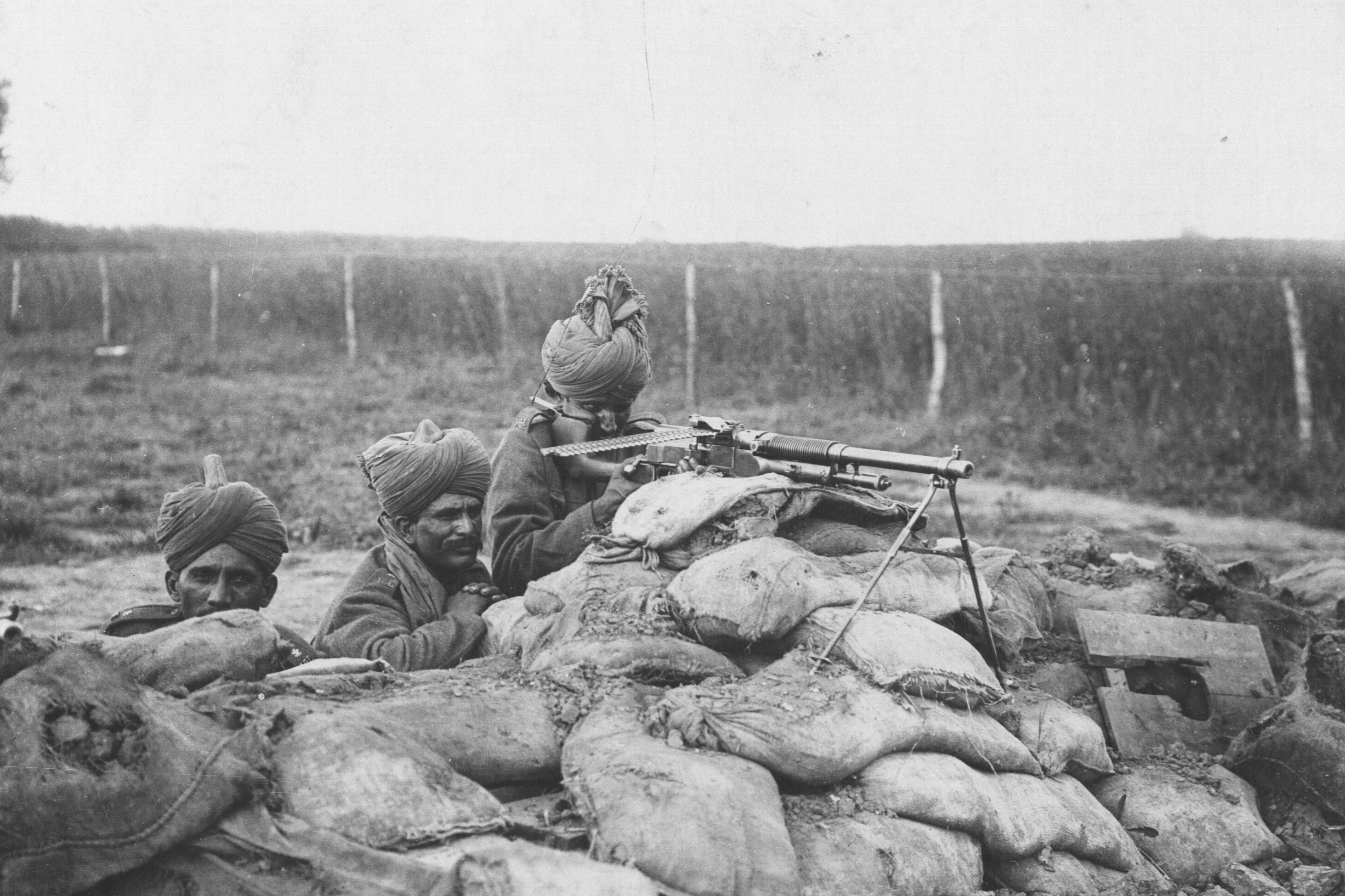
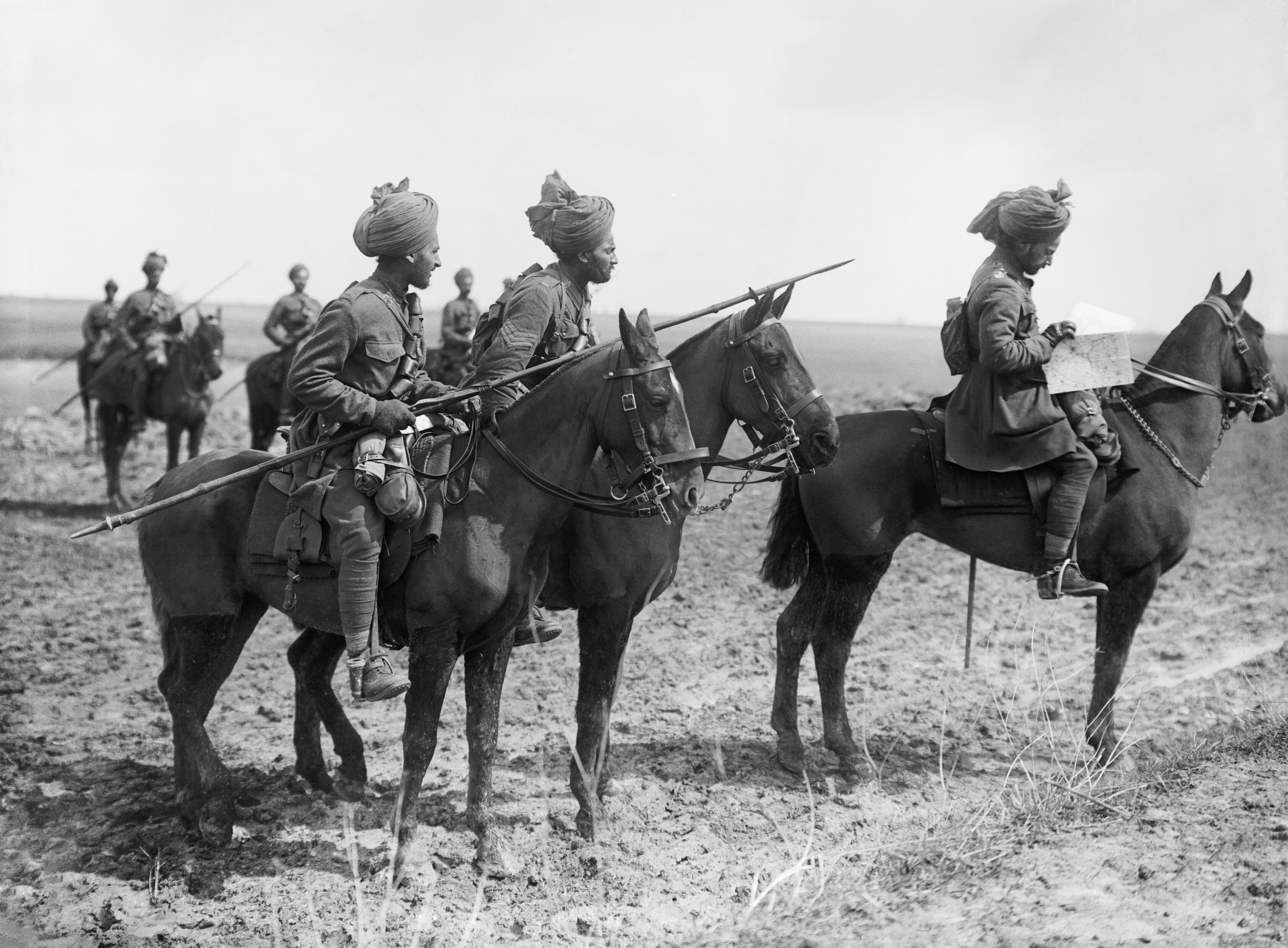
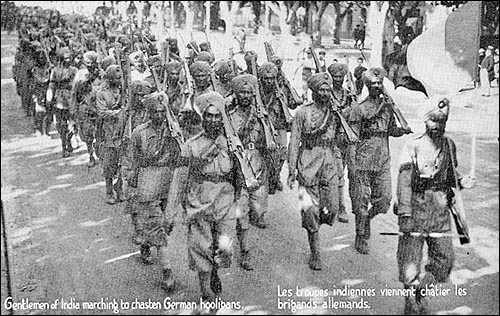